# Quantenspinflüssigkeit
Als Quantenspinflüssigkeit wird ein Materiezustand bezeichnet, der auch bei tiefsten Temperaturen keine ausgerichteten Quantenspins besitzt.
In einem typischen magnetischen Material richten sich bei tiefen Temperaturen die Spins der Elektronen alle gleich aus. Im Gegensatz dazu bleiben bei einer Quantenspinflüssigkeit die Elektronen selbst am absoluten Nullpunkt ein verschränktes Ensemble, das Quantenfluktuationen zeigt.
Laut einem theoretischen Modell können in einer solchen Quantenspinflüssigkeit sogenannte Majorana-Fermionen entstehen. Dies sind Quasiteilchen mit halbzahligem Spin, die gleichzeitig ihre eigenen Antiteilchen darstellen. Man hat sie bisher kaum zu fassen bekommen, obwohl sie schon 1937 postuliert wurden. In einem zweidimensionalen Material konnten Forscher um Arnab Banerjee vom Oak Ridge National Laboratory durch Neutronenstreuexperimente 2015 solche Majorana-Fermionen (und damit das Vorhandensein einer Quantenspinflüssigkeit) experimentell nachweisen. Sie benutzen dazu α-Ruthenium(III)-chlorid als Material, das ähnlich wie Graphen eine Schichtstruktur ausweist. Die Forscher konnten damit Computersimulationen von 2014 bestätigen.
Mittlerweile sind unterschiedliche Quantenspinflüssigkeiten bekannt, welche sich grob in zwei Klassen unterteilen lassen: Spinflüssigkeiten, deren elementaren Anregungen, die so genannten Spinonen, masselos bleiben. Das Energiespektrum dieser Typ-I-Spinflüssigkeiten hat daher über dem quantenmechanischen Grundzustand keine Anregungslücke und weist oftmals eine lineare Energiedispersion auf. Die zweite große Klasse von Spinflüssigkeiten besitzt eine Anregungslücke zu massiven Quasiteilchen im Energiespektrum. Die auszeichnende Eigenschaft dieser Typ-II-Spinflüssigkeiten ist aber die Ausprägung einer
nichtlokalen, topologischen Ordnung, weshalb diese Phasen trotz endlicher Korrelationslänge langreichweitig verschränkt sind.